# Виолета Косеска-Тошева
Виолета Косеска-Тошева (на полски: Violetta Koseska-Toszewa) е полска езиковедка славистка, българистка от български произход, професор, дългогодишен научен работник и член на научния съвет на Института по славистика при Полската академия на науките, член на Полското лингвистично дружество, доктор хонорис кауза и почетен член на Българската академия на науките, съавтор на дванадесеттомната „Българско-полска съпоставителна граматика“, носителка на Ордена на Възраждане на Полша, главен редактор на научното списание „Cognitive Studies | Études cognitives“.

## Трудове
- Bułgarskie słownictwo meteorologiczne na tle ogólnosłowiańskim (1972)
- System temporalny gwar bulgarskich na tle języka literackiego (1977)
- Semantyczne aspekty kategorii określoności/nieokreśloności: na materiale z języka bułgarskiego, polskiego i rosyjskiego (1982)
- Studia gramatyczne bułgarsko-polskie (1986) – в съавторство с Ирена Савицка и Йолянта Миндак
- The Semantic Category of Definiteness-Indefiniteness in Bulgarian and Polish (1991)
- Gramatyka konfrontatywna rosyjsko-polska. Składnia (1993)
- Semantyczna kategoria czasu (2006)
- Time flow and tenses (2010)